# Salomon ibn Parhon
Salomon ben Abraham ibn Parḥon (hébreu : שלמה אֶבּן פרחון) est un philologue hébraïsant andalou du XIIe siècle.

## Éléments biographiques
Natif de Qal'ah (l'actuelle Calatayud, en Aragon), il mentionne dans la préface à son lexique avoir été le disciple d'un certain Rav Ephraïm, inconnu sinon, et de deux grands maîtres séfarades, Juda Halevi et Abraham ibn Ezra. 
Ibn Parḥon fait également référence à des conversations qu'il a eues avec Juda Halevi, mentionnant, par exemple, son affirmation quant à l'inadmissibilité de la métrique en poésie hébraïque. Il raconte aussi le séjour de Juda Halevi et Abraham ibn Ezra en Afrique du Nord.

## Œuvres
Le seul travail d'Ibn Parhon à avoir été préservé, est son lexique. En véritable disciple d'Ibn Ezra, il y apparaît comme le propagateur de la philologie hébraïque et de l'exégèse biblique qui s'étaient développées en Espagne musulmane : Ibn Parḥon raconte en effet qu'arrivé à Salerne, il y découvre que les Juifs ignorent tout de la littérature judéo-arabe andalouse, et se basent encore sur le lexique de Menahem ibn Sarouḳ. Il décide alors de compiler un lexique de la Bible où la substance de cette littérature serait rendue accessible en hébreu. Il achève ce travail le 1er Kislev 4921 du calendrier hébraïque (1160 du calendrier grégorien), et l'appelle Maḥberet he-'Aroukh, combinant le titre du dictionnaire de Menahem avec celui du lexique talmudique de Nathan ben Yehiel. 
Outre le matériel original incorporé par Ibn Parḥon dans ce livre, il peut être considéré comme un extrait du lexique de Yona ibn Jannaḥ auquel seraient ajoutés des extraits des travaux de Juda ben David Hayyuj, ainsi que du Mustalḥaḳ et du Kitab al-Luma d'Ibn Jannaḥ.
Ibn Parḥon ne cite que quelques autorités nommément, parmi lesquelles Rachi et Salomon ibn Gabirol, dont Ibn Parḥon cite une partie du poème didactique, l’Anaḳ dans l'introduction à son lexique. Les nombreuses notes explicatives, caractéristiques du lexique, en font une mine d'informations de détails historiques à propos du rituel, et comprennent de nombreuses digressions scientifiques, dont certaines touchent à la loi religieuse. L'article Baal comprend un sermon sur les relations illicites avec des Juives, et en dit long sur le statut moral des Juifs d'Italie ; dans un autre article, il saisit l'occasion pour s'étendre sur l'inadmissibilité de la coutume de ne pas se couper les cheveux, prévalente dans les pays chrétiens ; deux autres articles comprennent une attaque contre la coutume des Juifs vivant en terre chrétienne, de combiner l'office de prière de l'après-midi (Minha) avec celui du soir (Maariv).
Bien qu'il ait introduit quelques phrases en judéo-araméen (tirées du Talmud) pour satisfaire les goûts de ses lecteurs, le langage de son lexique, avec ses hébraïsmes purs, sa facilité d'élocution et la précision de son style, sont typiques de ceux de son maître, Ibn Ezra. Le matériel original introduit par Ibn Parḥon constitue, outre les notes mentionnées plus haut, en interprétations de passages bibliques isolés, et en explications de mots bibliques à l'aide de l'hébreu mishnaïque et de l'araméen. Le lexique contient également un résumé concis sur la grammaire hébraïque, ainsi qu'un excursus sur la prosodie néo-hébraïque et, en appendice, quelques chapitres basés sur le Kitab al-Luma d'Ibn Jannaḥ, traitant de particularité syntactiques et stylistiques de la Bible. Outre la préface, de nombreux articles contiennent des données intéressantes sur l'histoire de la philologie hébraïque.
Dix ans après sa parution, le lexique d'Ibn Parḥon est violemment attaqué par Juda ibn Tibbon, qui a traduit le lexique d'Ibn Jannaḥ et critique de manière injustifiée le travail d'Ibn Parḥon de n'en être qu'une traduction. Néanmoins, le Mahberet HeAroukh devient très populaire au cours des siècles suivants, avant de tomber dans l'oubli. S. G. Stern le ressuscite, en le publiant d'après un manuscrit viennois, avec une introduction de S. L. Rapoport (Presburg, 1844).